# Stridsbåt 2010
Stridsbåt 2010 var tänkt som en vidareutveckling av dagens Stridsbåt 90H.
Båten har kommit till som en följd av förändringen inom Amfibiekårens organisation och uppgifter, samt anpassningen av det svenska försvaret till internationella insatser. Tanken var att den skall bli amfibieförbandens flytande plattform för indirekt eld.
Stridsbåt 2010 skulle bära en AMOS (splitterskyddad granatkastare 120 millimeter), som är en granatkastarpjäs som kan bekämpa mål såväl indirekt som direkt. Denna beväpning var också en av anledningarna till att denna båt skulle tas fram, då det ursprungligen var tänkt att den skulle sitta på Stridsbåt 90, men då denna var för liten togs detta nya koncept fram.

## Status
Projektet med att ta fram båten startade 2005 och arbetet med att utveckla, ta fram specifikationer samt göra ritningar blev i stort sett klara. I och med Försvarsbeslutet 2009 avbröts projektet som en konsekvens av att projektet för att anskaffa huvudbeväpningen (AMOS) avbröts.